# رایان دانک
رایان دانک (انگلیسی: Ryan Donk؛ زادهٔ ۳۰ مارس ۱۹۸۶) بازیکن فوتبال اهل هلند است که در پست مدافع میانی برای باشگاه فوتبال قاسم‌پاشا اسپور در سوپر لیگ فوتبال ترکیه بازی می‌کند. او نماینده تیم ملی فوتبال سورینام است.
وی همچنین در تیم‌های ملی فوتبال زیر ۲۱ سال هلند و سورینام بازی کرده‌است.